# António Xavier de Sousa Monteiro
António Xavier de Sousa Monteiro ComNSC (Lisboa, 3 de Dezembro de 1829 – Beja, 1 de Julho de 1906), foi um Bispo de Beja e um autor e pintor português.

## Biografia
D. António Xavier de Sousa Monteiro era o único varão de três irmãos, filhos de Manuel Teotónio de Sousa Monteiro e de sua mulher Eufémia Albertina Correia Teixeira. Depois da instrução secundária em Lisboa, concluiu a sua formatura em Direito na Faculdade de Direito da Universidade de Coimbra (1850–1855). Desejou, depois, abraçar a vida religiosa e eclesiástica, tomando e recebendo todas as ordens sacras em 1858, na Capela do Paço do Fontelo, em Viseu, conferidas pelo Bispo de Viseu D. José Manuel de Lemos, celebrando a sua primeira missa na mesma referida capela, no dia 29 de Junho desse ano.
Nomeado, pouco depois, Pároco da Igreja de São Silvestre da Lousã a 1 de Novembro de 1859, tomando posse deste cargo a 1 de Junho de 1859, ali ficou exercendoas funções paroquiais e as de arcipreste até ao ano de 1865, altura em que foi nomeado e apresentado como cónego da Sé de Coimbra e professor do seminário da mesma cidade, lugares que desempenhou conjuntamente até 1883.
A 23 de Março de 1880 foi feito, por Decreto, Comendador da Real Ordem Militar de Nossa Senhora da Conceição de Vila Viçosa.
Foi Sócio da Academia Real das Ciências de Lisboa, da Real Academia de História de Madrid, do Instituto de Coimbra e da Real Associação dos Arquitectos e Arqueólogos Civis Portugueses, entre outras.

### Bispo de Beja
Em 1883 foi eleito Bispo de Beja e confirmado por bula papal a 9 de Agosto do mesmo ano. Tomou posse por procuração, entrando em Beja a 24 de Novembro de 1883 e sendo sagrado bispo no dia 25 na Igreja Paroquial de Santiago (actual Sé de Beja) pelo Bispo-conde de Coimbra, D. Manuel Correia de Bastos Pina, assistido por D. José Dias Correia de Carvalho (bispo de Viseu) e por D. Tomás Gomes de Almeida (bispo da Guarda). Tomou posse do Pariato a 21 de Janeiro de 1884.
Era um hábil pintor (sendo-lhe atribuída a tela da Tranfiguração de Cristo na Igreja do Salvador de Beja), bem como um apaixonado compositor de música sacra, tendo composto, como tal, e produzido, em todos os géneros, obras notáveis, como as missas de requiem de D. Maria Ana de Bragança, Princesa da Saxónia, em 1884, executado na Catedral de Beja, o Te Deum para a sagração do Bispo-Conde de Arganil D. Manuel Correia de Bastos Pina (1872), e, também, numerosas outras missas executadas na Sé Patriarcal de Lisboa e nas igrejas principais de Portugal. Chegou a compor uma inspirada sinfonia com o título: La fête des anges.
A sua acção pastoral iniciou uma nova etapa na diocese, condicionado por um projecto que incidia no domínio canónico e pastoral. Centrou toda a sua actividade na instrução religiosa do povo, bem como da sua educação moral e civil, sendo prova disso os seus primeiros anos de governo, nos quais publicou vários documentos pastorais, para ajudar a ressuscitar a vida religiosa da Diocese de Beja: compêndiou um Catecismo para a uso dos seus diocesanos; restaurou as principais devoções do povo, como o mês de São José, as Ladainhas da Virgem no mês de Maio, o mês do Rosário e também o mês das almas (Novembro) e também apostou na reforma e actualização das confrarias e irmandades para estimular estas ou outras devoções que existiam nas paróquias da sua diocese.
No que respeita à formação sacerdotal, logo que assumiu o governo da diocese bejense, tomou a peito a criação do Seminário Diocesano de Beja, por decreto de Sua Majestade Fidelíssima D. Luís I de Portugal de 3 de Julho de 1884, inaugurando-o a 6 de Janeiro de 1885. Preocupou-se com a vida e situação dos seus sacerdotes, despertando uma aurora de renovação do clero (até pela simples provisão sobre o hábito Eclesiastico (Abril de 1884). Entre as suas pastorais, merece especial menção a da sua entrada na diocese de Beja.
No entanto sofreu perseguição por parte da Maçonaria e dos movimentos Jacobinos, que não poupavam criticas à actuação dos padres e do próprio Bispo, denegrindo a sua imagem pelas ruas da cidade episcopal, como aconteceu em Março de 1895. Mais tarde, com o explodir de problemas internos do seminário por ele criado relativos à sua administração e que se tornaram públicos, não aguentando a pressão dos movimentos anticlericais, refugiou-se em Coimbra, onde passou largas temporadas, habitando numa casa na Rua do Salvador e, depois, num palacete por ele mandado edificar, junto da estrada que corre por detrás da Penitenciária de Coimbra, entre as Arcas de Água e o Bairro de Santana, entregando o governo do Seminário e Diocese aos irmãos José Maria e Manuel Ança - que em muito prejudicaram a Diocese -, tornando-se, deste modo, muito raras as suas breves visitas à diocese, e notada a sua pouca assiduidade na residência episcopal em Beja. Com tal abandono bastante sofreram os negócios eclesiásticos de Beja.
Morreu a 1 de Julho de 1906, sendo sepultado no Cemitério de Beja (parte antiga), no jazigo de Maria Emília Duarte Laranjo Gomes Palma, sua sobrinha de 3.ª geração.

### Sucessão
Após a morte de D. António Xavier, assumiu o governo da Diocese de Beja o Vigário Geral, Cónego Luís Augusto da Costa, a quem o Arcebispo Metropolita D. Augusto Eduardo Nunes investiu nas funções de Vigário Capitular sem esperar nomeação régia. O facto criou graves problemas e deu ocasião a uma breve ruptura de relações oficiais entre este Vigário Capitular e o então Ministro da Justiça, José de Abreu do Couto Amorim Novais, que, depois, aceitou, porém, as explicações e justificações do metropolita, e logo se desfizeram todos os atritos, pondo fim a esta questão. Governou a diocese até 1907.

## Obras literárias
Entre as suas obras, contam-se:
- Compendium  Juris Caninici (adoptado nos seminários portugueses)[3]
- Código das Confrarias (Coimbra, 1870)[3]
- Revista de Ciências Eclesiásticas[3]
- Sepultura Eclesiástica (Coimbra, 1873)[3]
- Manual do Direito Eclesiástico Paroquial para uso dos Párocos (Coimbra, 1874)[3]
- Manual do Direito Administrativo Paroquial (Coimbra, 1876)[3]
- Questão de Cedofeita. Observações canónico-jurídicas à provisão do Ex.mo Cardeal do Porto, datada de 23 de Outubro de 1880 (Coimbra, 1881)[3]
- Regulamento dos Vigários da Vara (Coimbra, 1884)[3]
- Cartas Pastorais[3]
- etc[3]